# Grüß Gott
Grüß Gott ist eine Begrüßung, seltener auch ein Abschiedsgruß im oberdeutschen Sprachraum, insbesondere in katholisch geprägten Ländern, aber auch im evangelischen Teil von Württemberg und Franken. Der Gruß ist, mit einigen Varianten, die häufigste Grußform in Teilen Süddeutschlands, Österreichs und Südtirols. Eng verwandt ist das reformiert-schweizerische grüezi bzw. grüess-ech.

## Form und Herkunft
Grüß Gott ist eine Verkürzung aus grüß[e] dich Gott, man vergleiche etwa die Dialektvarianten griaß di (God) „grüße dich (Gott)“ oder griaß eich bzw. griaß enk (God) „grüße euch (Gott)“. Es liegt damit ein Konjunktiv Präsens (Optativ) vor. Semantisch wie formal kennt der gleiche Sprachraum zahlreiche Parallelkonstruktionen, beispielsweise behüte dich Gott (beim Abschied gesagt), helfe dir Gott (nach dem Niesen gesagt) oder vergelt’s Gott (danke).
Die ursprüngliche Bedeutung des Grußes ist „möge dir Gott freundlich begegnen“ oder „Gott segne dich“.
Ludwig Zehetner äußerte die Theorie, dass eine Lehnübersetzung aus dem Irischen vorliegen könnte, da es auch in Irland Begrüßungen mit ähnlichem Inhalt und dieser Wortstellung gäbe. Nur in Irland und im süddeutschen Sprachraum im ehemaligen Missionsgebiet der irischen Mönche sei bei der Begrüßung „die Formel ‚Grüß Gott‘“ enthalten. Hans Ulrich Schmid und andere Sprachforscher haben jedoch gezeigt, dass es auch in anderen Sprachen Segenswünsche als Grußformel gibt und dass die ersten erhaltenen schriftlichen Zeugnisse für grüß Gott erst viele Jahrhunderte nach der irischen Missionsarbeit in Bayern entstanden sind.

## Wortmarke
Die Dialektvariante griaß di wurde im Jahr 2011 von einer deutschen Firma als Wortmarke für bestimmte Warengruppen geschützt. Obwohl schon einmal in Deutschland versucht wurde, die Wortmarke zu schützen, was aber nicht genehmigt wurde, gelang es diesmal, den Ausdruck beim Amt der Europäischen Union für Geistiges Eigentum (kurz EUIPO) als EU-Marke zu schützen. Diese Eintragung wurde jedoch auf Antrag Dritter gelöscht.

## Rezeption
Für die Juden im oberdeutschen Sprachraum stand die Frage im Raum, ob die oft floskelhaft gebrauchte Grußformel „Grüß Gott“ ein Verstoß gegen das Gebot sei, „Du sollst den Namen des Herrn, deines Gottes, nicht missbrauchen“. Da die Grußformel jedoch auf Segenswünsche zurückgehe, mit denen bereits der biblische Boas und seine Schnitter einander auf dem Feld begrüßt hätten (Rut 2,4 : Boas „sprach zu den Schnittern: Der HERR sei mit euch! Sie antworteten: Der HERR segne dich!“), war das „Grüß Gott“ mit dem Jüdischen Recht vereinbar.
Die Künstlerin Ursula Beiler gestaltete ein 5 bis 6 m langes schwarzes Schild mit der konturiert rot-weiß-roten Aufschrift Grüß Göttin. Dieses wurde 2008 an der Autobahn bei Kufstein, in der Wiese, etwa 2,5 m hoch, sichtbar für Autofahrer, die von Deutschland nach Österreich fahren, aufgestellt und vor Ablauf der Bewilligung am Monatsende am Freitag, dem 29. Jänner 2016, abgebaut. Die Tafel löste inhaltliche Kontroversen aus, wurde zwischenzeitlich kurz entfernt, da die Künstlerin zwar die Zustimmung der Asfinag bekam, jedoch versäumt hatte, bei der Bezirkshauptmannschaft Kufstein eine erneute Bewilligung einzuholen. Einmal wurde die Tafel von unbekannt erweitert auf „Grüß Gott in Tirol“.
Johanna Adorján erörtert die Gewissensfrage, wie Atheisten mit dieser Formel umgehen.